# برزوایلا
بُرزوایلا، در شاهنامه نام یک دلاور تورانی است. وی نوه افراسیاب بود. در جریان جنگ بزرگ کیخسرو، پس از آنکه ایلا دیگر پهلوان تورانی به دست کیخسرو کشته شد، برزوایلا از تاریکی شب سود جست و برای مواجه نشدن با جنگجویان سپاه ایران، شبانه از میدان جنگ گریخت.

## توصیف فردوسی
فردوسی در شاهنامه اینگونه از برزوایلا نام برده‌است:
| سُبُک بُرزوایلا چو آن زخم شاه |  | بدید آن دل و زور آن دستگاه |